# إتش إل. فيشر
إتش إل. فيشر (بالإنجليزية: H. L. Fischer)‏ هو صحفي ومترجم أمريكي، ولد في 1822 في مقاطعة فرانكلين في الولايات المتحدة، وتوفي في 1909.